# Banditi 2000
Banditi 2000 (12 remix da un altro mondo) è un EP di remix del gruppo hip hop italiano Assalti Frontali, uscito nel 2000.
Il disco presenta remix e versioni strumentali delle tracce del disco Banditi (uscito nel 1999), remixate da vari DJ della scena elettronica romana.

## Tracce
1. Va tutto bene (Breakfast Rmx)
2. Va tutto bene (MikMak Rmx)
3. Banditi (Downtempo - Prince Faster ed Entropia Rmx)
4. Alleati (Passarani Rmx)
5. L'agguato (Leo Anibaldi Rmx)
6. Notte e fuoco (Cogor Rmx)
7. Notte e nebbia (Ion e Sqrt Rmx)
8. Nel tempo dell'attesa (Blu - Madpat Rmx)
9. Nel tempo dell'attesa (Cogor Rmx)
10. Alleati (Epicentro Rm2, Awalé e Pg Chicano Rmx)
11. Banditi (Cardiozol, Prince Faster e Amptek Rmx)
12. Risvegli (Agatha e Omino Rmx)